# リバークレイン
株式会社リバークレインは東京都世田谷区に本社を置き電子商取引を中心とした事業を行う企業である。

## 沿革
- 2000年8月 - 東京都町田市にて合資会社ウェビック設立。
- 2000年10月 - バイク用品のインターネット通信販売サイト「ウェビック」をオープン。
- 2002年1月 - 同住所にて有限会社リバークレインを設立。合資会社ウェビックよりサイト運営を移転し実店舗バイクショップ「アルタイヤモーターサイクルズ」と合併。
- 2003年10月 - 事業拡張により、電子商取引事業部(物流管理含む)を神奈川県横浜市青葉区に移転。
- 2004年7月 - 株式会社に組織変更。
- 2005年10月 - ウェビックでオートバイ販売店向け卸売事業「ウェビック問屋」を開始。
- 2005年11月 - 事業拡張により、アルタイヤモーターサイクルズを神奈川県横浜市緑区に移転。同住所に「ハスクバーナ」のオフィシャルショップ「ハスキーストア横浜」を開業。
- 2006年11月 - 実店舗によるバイクショップ事業を譲渡。
- 2007年7月 - 事業拡張により、本社機能を東京都世田谷区に移転。
- 2007年11月 - ウェビック ヤフー支店開店。
- 2008年2月 - 事業拡張により、物流センターを移転。ウェビック楽天支店を開店。
- 2008年8月 - ウェビックアマゾン支店を開店 。
- 2008年9月 - 電子商取引事業拡張により、EC事業部創設。箱根ターンパイク株式会社と提携し、箱根大観山ビューラウンジ内に「ウェビック カフェ」をオープン。
- 2008年10月 - ウェビック工具専門店「ウェビック ツールズ」開店。
- 2009年12月 - 電子商取引事業部にて「ボトムズ ヤフー店」を開店。